# Museo civico di Castel Nuovo
Il museo civico di Castel Nuovo è un museo di Napoli inaugurato nel 1990 ed ubicato all'interno dell'omonimo castello, meglio noto come Maschio Angioino.
La raccolta museale inizia con alcuni ambienti del castello quali la cappella Palatina e la sala dell'Armeria, per poi arrivare ai primi due piani nei quali sono esposti sculture, oggetti e dipinti dall'epoca medievale al tardo ottocento.

## Cortile

### Cappella Palatina

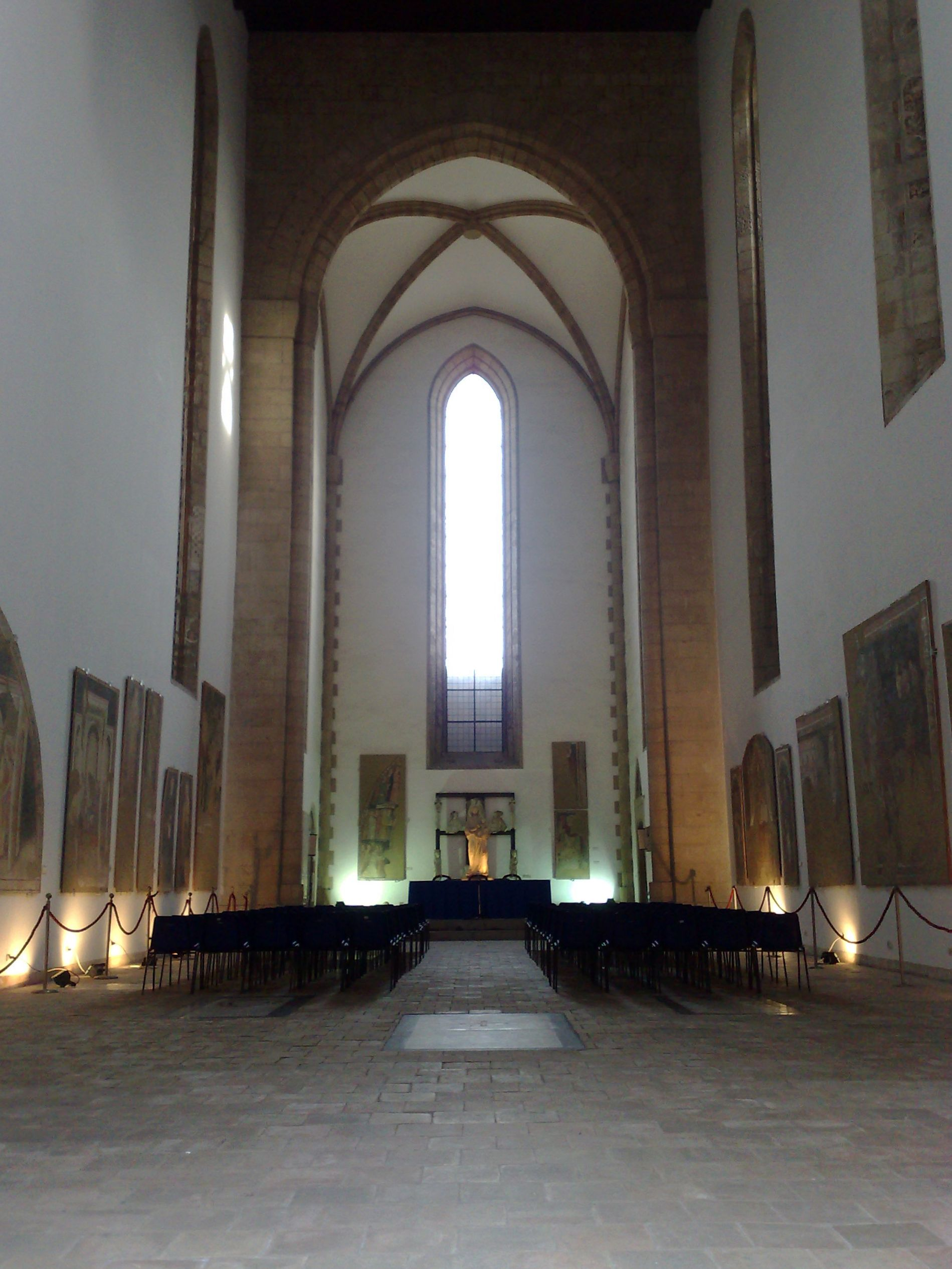
La cappella Palatina

La prima sala è costituita dalla cappella Palatina (dedicata a san Sebastiano o santa Barbara), risalente al 1307. La cappella presenta un portale rinascimentale con rilievi (Natività e Madonna e Angeli di Andrea dell'Aquila e di Francesco Laurana), sormontato da un rosone, opera di Matteo Forcimanya appartenente alla scuola catalana.
All'interno si conservano pitture giottesche, avanzi decorativi attribuiti a Maso di Banco e un ciborio quattrocentesco di Iacopo della Pila. Vi sono inoltre custoditi altri cicli di affreschi del XIV secolo provenienti dal castello del Balzo di Casaluce e il ciborio trecentesco di San Gennaro extra Moenia.
Di particolare importanza sono le pregevoli sculture effettuate da artisti che lavorarono anche all'arco trionfale di Alfonso V d'Aragona (XV secolo), esempi del rinascimento napoletano. Tra queste due Madonna in trono col Bambino di Francesco Laurana, una delle quali detta anche Madonna del Passero, proveniente da Sant'Agostino alla Zecca. Quest'opera fu fatta durante il primo soggiorno napoletano dell'artista e si avvicina di più, nello stile, all'arco alfonsino fatto dallo stesso Laurana. L'altra opera del Laurana, invece, fu scolpita durante il secondo soggiorno napoletano avvenuto nel 1474 e la scultura fu fatta proprio per la cappella Palatina.
Altre opere di primissimo ordine sono quelle di Domenico Gagini, allievo di Donatello e Brunelleschi, che di fronte uno all'altro, eseguì due Tabernacoli con la Madonna e il Bambino posizionati sulle pareti laterali ed una Madonna col Bambino proveniente dall'Annunziata Maggiore.
L'interno della cappella presentava affreschi di Giotto, eseguiti verso il 1330, che riprendevano le Storie del Vecchio e Nuovo Testamento. Il contenuto di questo ciclo d'affreschi è quasi interamente perduto anche se ve ne rimangono parti decorative negli sguanci delle finestre che ricordano quelli della cappella Bardi in Santa Croce a Firenze. Sono infine esposti oggetti in argento che costituivano gran parte delle suppellettili della basilica della Santissima Annunziata Maggiore, tra cui spiccano candelieri di epoca barocca.

#### Alcune opere
Anonimo

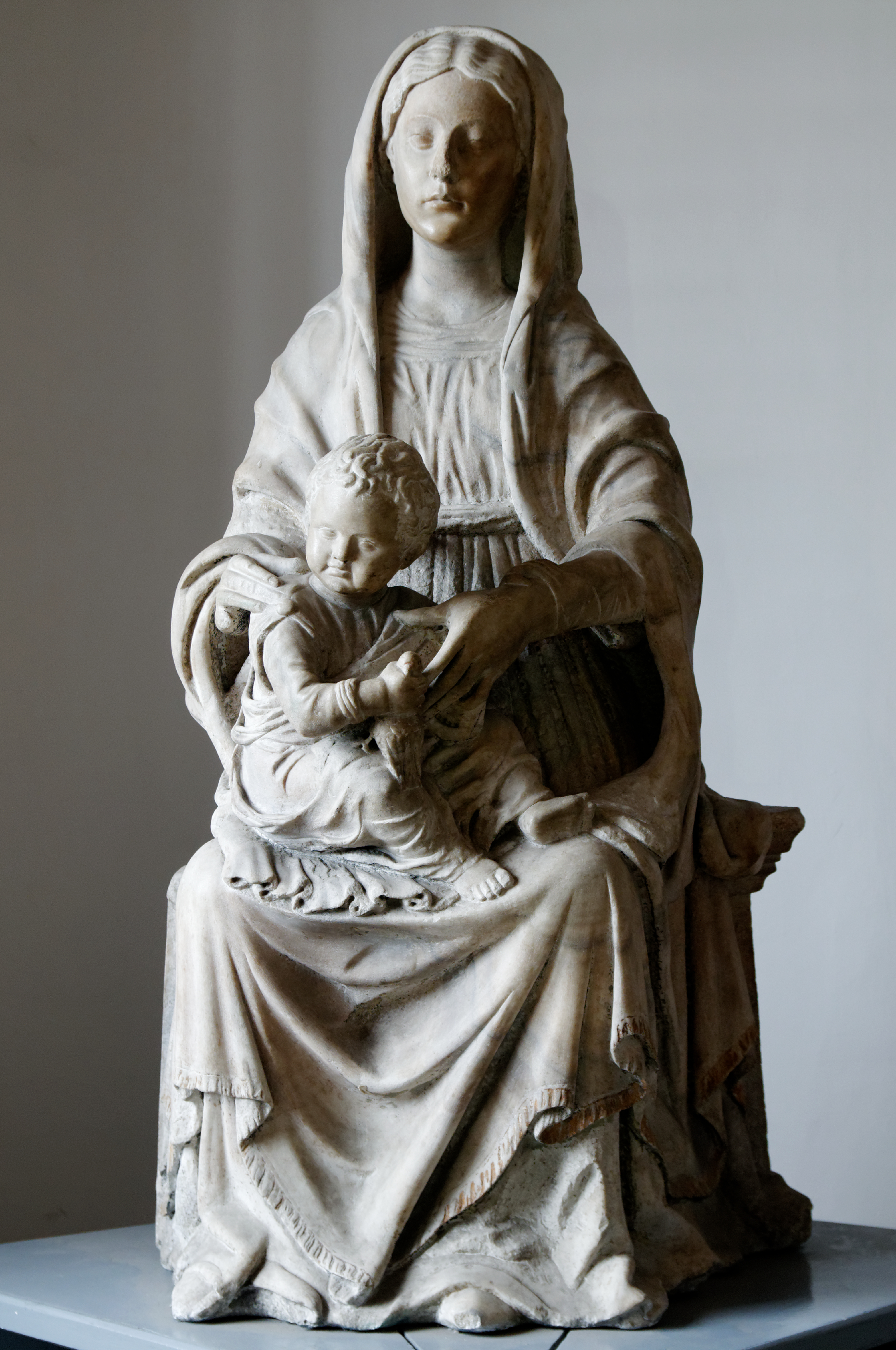
Madonna in trono col Bambino (o del Passero), Francesco Laurana

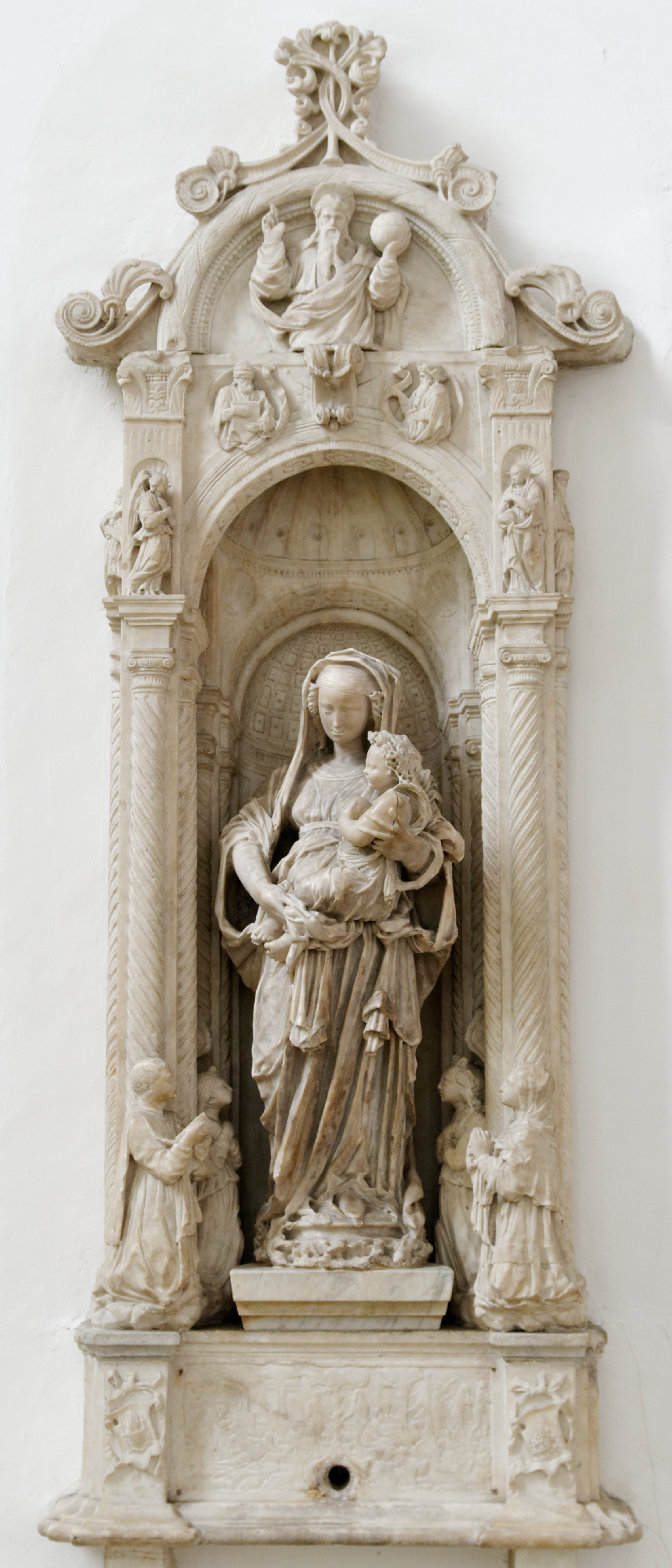
Tabernacolo con Madonna col Bambino, Domenico Gagini

- Campana bronzea di santa Barbara (antica dedicataria della cappella)

Domenico Gagini
- Madonna col Bambino, due devoti ed angeli (Tabernacolo 78x204)
- Madonna col Bambino (scultura in marmo)
- Tabernacolo (scultura in marmo)

Giotto
- Scene bibliche (diversi frammenti del ciclo di affreschi della cappella)

Francesco Laurana
- Madonna col Bambino (scultura in marmo 147 cm)
- Madonna in trono col Bambino (scultura in marmo 160 cm)
- Arcangelo Michele (scultura in marmo)

Jacopo della Pila
- Ciborio (1481)

Terzo Maestro di Casaluce
- Storia di sant'Antonio Abate (affresco dal castello del Balzo)
- Santo benedettino (affresco dal castello del Balzo)
- Maria Maddalena (affresco dal castello del Balzo)

Niccolò di Tommaso
- Storie di san Guglielmo di Gellone (diversi frammenti del ciclo di affreschi provenienti dal castello del Balzo)
- San Pietro Celestino (papa Celestine V) (affresco dal castello del Balzo)
- Raimondo del Balzo presentato da san Guglielmo di Gellone (affresco dal castello del Balzo)

### Sala dell'Armeria
Entrati nella sala, si nota subito una vasca di villa suburbana, del V secolo, rivestita da lastre di marmo bianco su cui si inserisce la cortina muraria angioina. La parte più antica di tali reperti, databili I secolo a.C., è localizzata nella parte orientale della sala ed è rappresentata da un'abside che si apre in cinque nicchie semicircolari. L'ipotesi più accreditata, è che si tratti di una piscina appartenente ad una villa dell'epoca, probabilmente quella di Licinio Lucullo.
Sono inoltre state rinvenute diverse decine di sepolture, risalenti al periodo in cui quell'area assunse il ruolo di necropoli (VI-XII secolo), con corredi funerari minimi e con alcuni oggetti personali quali anelli, orecchini ed una coppia di speroni in bronzo decorati da un felino.

## Primo livello
Il piano offre la visita di opere di provenienza da chiese cittadine chiuse o da enti soppressi. Le sale sono in ordine cronologico e si trovano, così come quelle del secondo piano, nell'ala sud-ovest del castello.
Al primo piano è possibile ammirare dipinti del Quattrocento provenienti da Sant'Eligio Maggiore, come una Madonna col Bambino e santi, e numerose tavole del Cinquecento e del Seicento, come una Morte di san Giuseppe di Paolo De Matteis.
Dalla chiesa dei Santi Bernardo e Margherita a Fonseca invece provengono la Madonna in gloria di Paolo Finoglio, Abramo e i tre angeli di Pacecco De Rosa, una copia dell'Ercole e le figlie di Onfale di Bernardo Cavallino. La tela di Francesco Solimena, il Miracolo di San Giovanni di Dio, venne eseguita in occasione della canonizzazione del santo: per quest'opera l'artista si rifà agli affreschi della sacrestia di San Paolo Maggiore. Il Cristo e l'Eterno Padre è invece opera di Fabrizio Santafede.
Dalla basilica della Santissima Annunziata Maggiore proviene il busto reliquiario di santa Barbara in argento, rame e legno intagliato, la Santa Cecilia all'organo di ignoto autore napoletano, una Annunciazione di Andrea Malinconico. Il busto reliquiario di san Gennaro di argentieri napoletani, datato 1639 circa, proviene invece dalla basilica di San Gennaro fuori le mura. Infine, vi si può ammirare poi la quattrocentesca porta bronzea del castello.
Il San Nicola in gloria, firmato e datato 1658 da Luca Giordano, proviene dalla chiesa di San Nicola a Nilo; il Miracolo di san Giovanni di Dio di Francesco Solimena proviene dalla chiesa di Santa Maria della Pace; l'Adorazione dei Magi cinquecentesca fu eseguita per la cappella Palatina del castello da Marco Cardisco il quale, seguendo la lezione di Raffaello, raffigurò nel dipinto i ritratti di Ferdinando I, Alfonso II e Carlo V al posto dei re magi.
Sono presenti infine al pitture di scuola napoletana del Seicento, tra cui dipinti di Mattia Preti e del Domenichino.

### Alcune opere
Anonimo

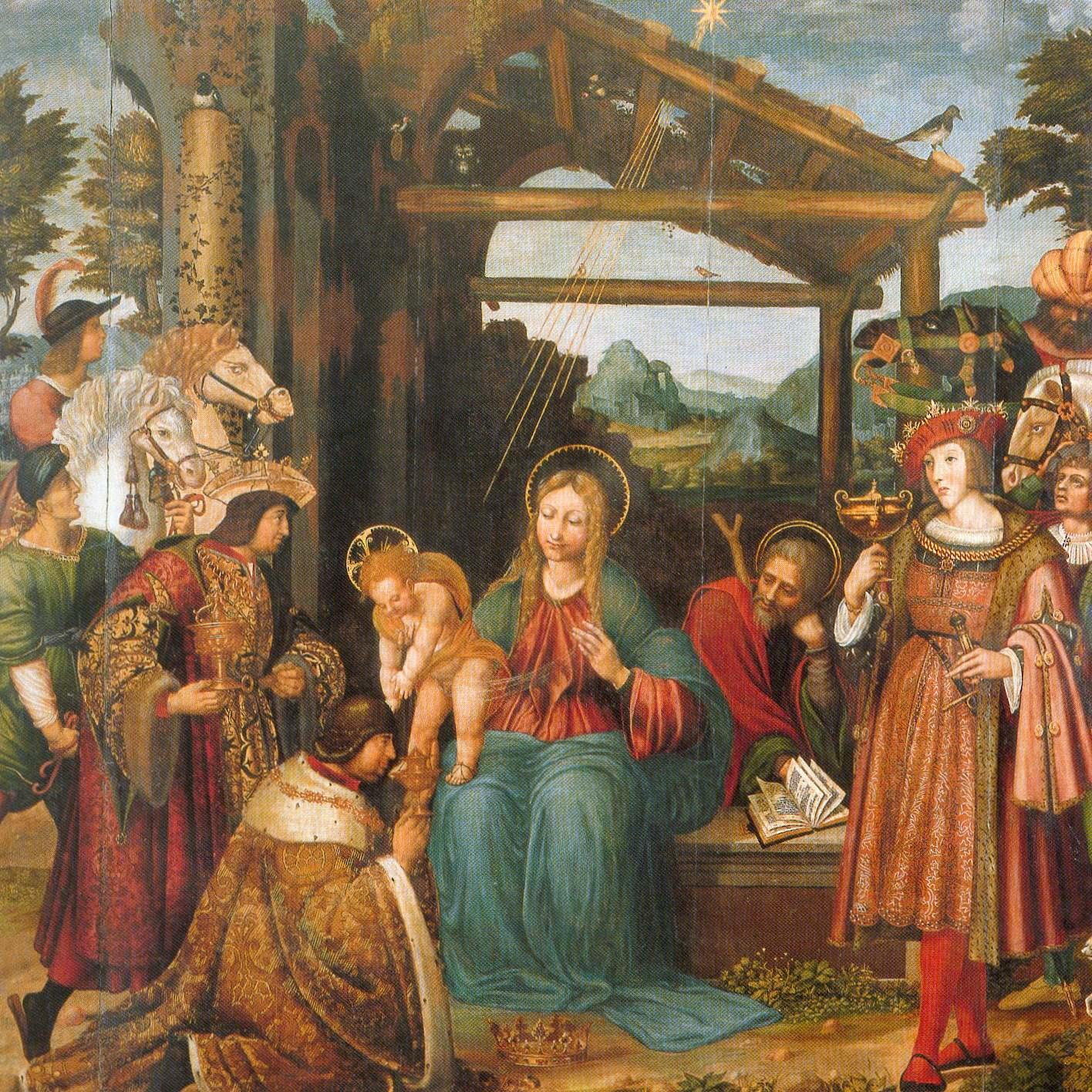
Adorazione dei magi, Marco Cardisco

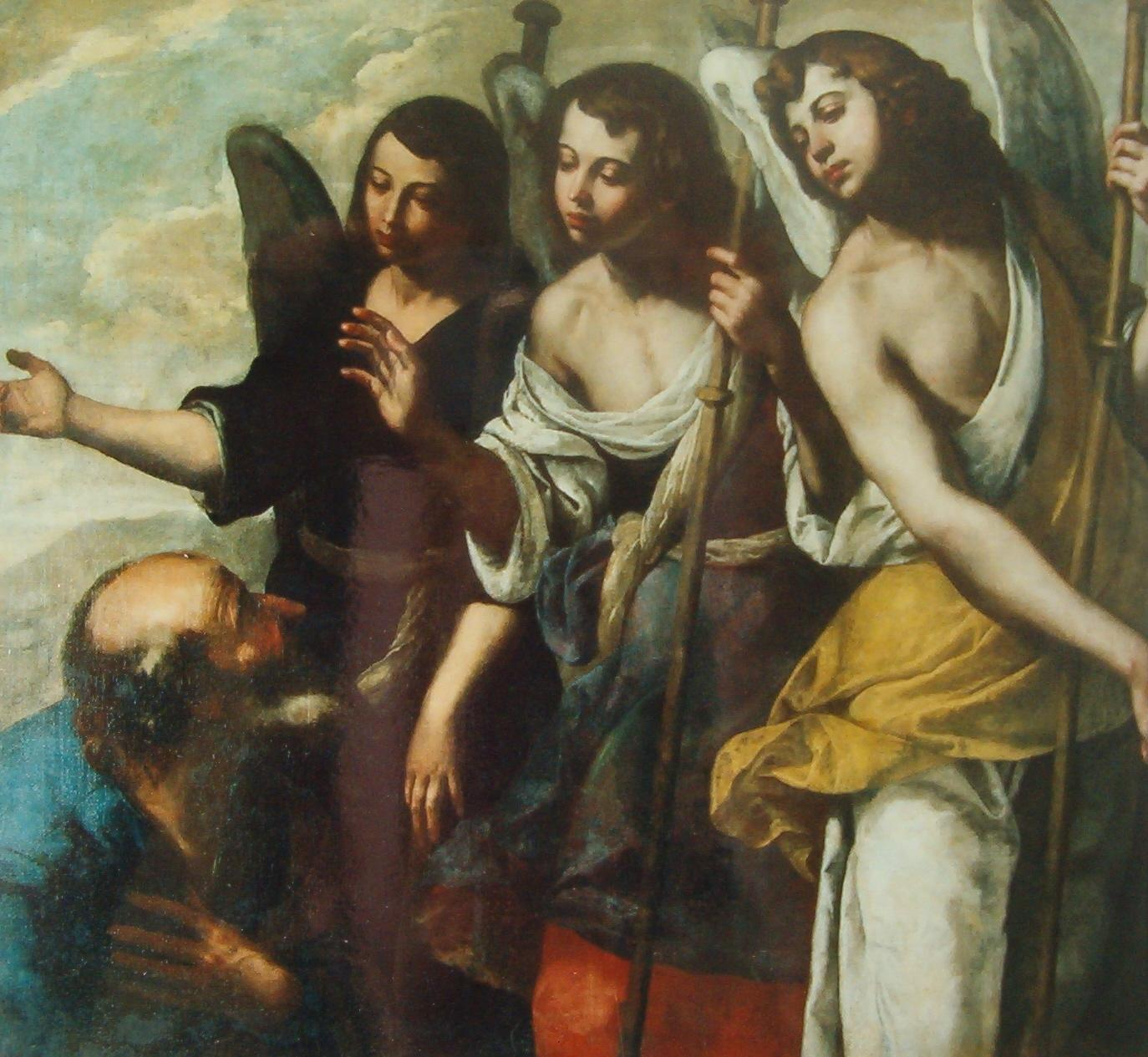
Abramo e i tre angeli, Pacecco De Rosa

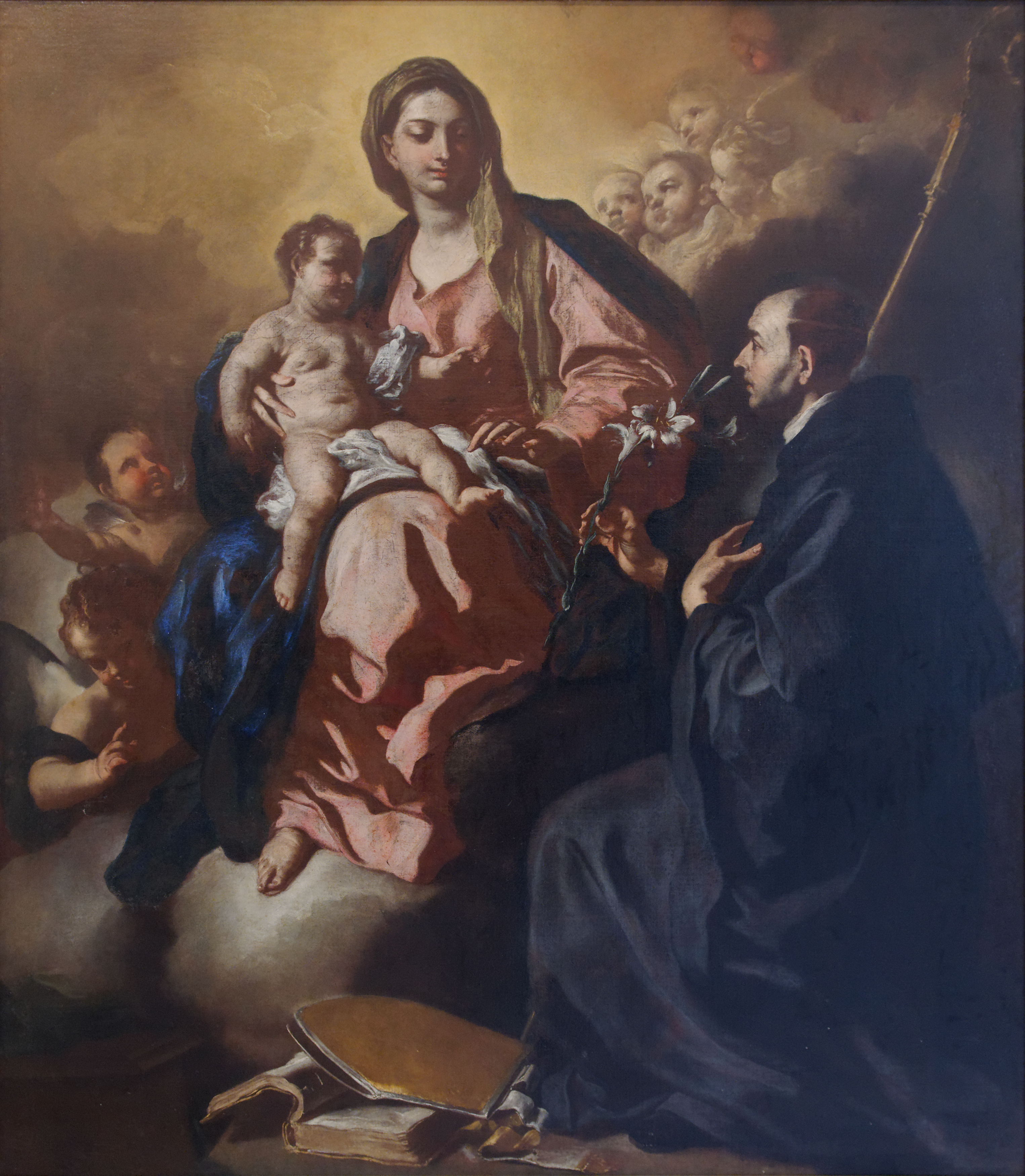
Madonna con Bambino e san Mauro Abate, Francesco Solimena

- Busto reliquiario di san Gennaro (argento e rame - 1639)
- Santa Cecilia all'organo (pittura 1660 circa)

Marco Cardisco
- Adorazione dei magi
- San Sebastiano
- San Rocco

Jacopo Cestaro
- San Luca ritrae la Madonna (1740-49 circa)

Paolo De Matteis
- Morte di San Giuseppe

Pacecco De Rosa
- Abramo e i tre angeli (1625–1649)

Giuliano Finelli
- Scultura dell'Immacolata (argento - 1637-40 circa)

Paolo Domenico Finoglia
- Madonna in gloria tra angeli musicanti, san Bernardo, sant'Antonio di Padova e santa Margherita (XVII secolo)

Francesco Fracanzano
- Santa Barbara condotta la martirio (1625-1649)

Vincenzo Gemito
- Testa di fanciullo (scultura in terracotta - 1868-71)

Lelio Gilberto
- Busto reliquario di santa Barbara (argento, rame e legno - 1607)

Luca Giordano
- San Nicola in gloria (1658)

Mattia Preti
- La Madonna con il Bambino e i santi Domenico, Caterina da Siena, Carlo Borromeo, Tommaso d’Aquino ed Agostino

Severo Ierace
- Madonna Immacolata con Dio Padre, san Francesco d'Assisi e san Girolamo (1537)

Andrea Malinconico
- Annunciazione (XVII secolo)

Guglielmo Monaco
- Porta bronzea (XV secolo)

Francesco Pagano
- Madonna con Bambino tra san Gregorio, san Benedetto e donatore (1475-1499)

Giuseppe Recco
- Natura morta con pesci (1665-70)

Fabrizio Santafede
- Cristo e l'Eterno Padre

Francesco Solimena
- Madonna con Bambino e san Mauro Abate (1725-30 circa)
- Miracolo di san Giovanni di Dio

## Secondo livello
Al secondo piano sono conservate opere pittoriche dell'Ottocento e del Novecento oggi di proprietà del Comune di Napoli. Sono inoltre esposte sculture di Vincenzo Gemito ed anche le opere di Francesco Jerace facenti parte della donazione Jerace, avvenuta proprio a favore del Comune.
Il tema delle opere esposte riguarda essenzialmente contenuti patriottici, risorgimentali e di valori rivoluzionari improntati al coraggio e al sacrificio per l'Italia. Si registrano inoltre dipinti del genere paesaggistico della scuola di Posillipo, tra cui opere di Federico Rossano.

### Alcune opere
Michele Cammarano
- Le stragi di Altamura (1863 circa)

Vincenzo Caprile
- Scena di mercato (1910 circa)

Wenzel Franz

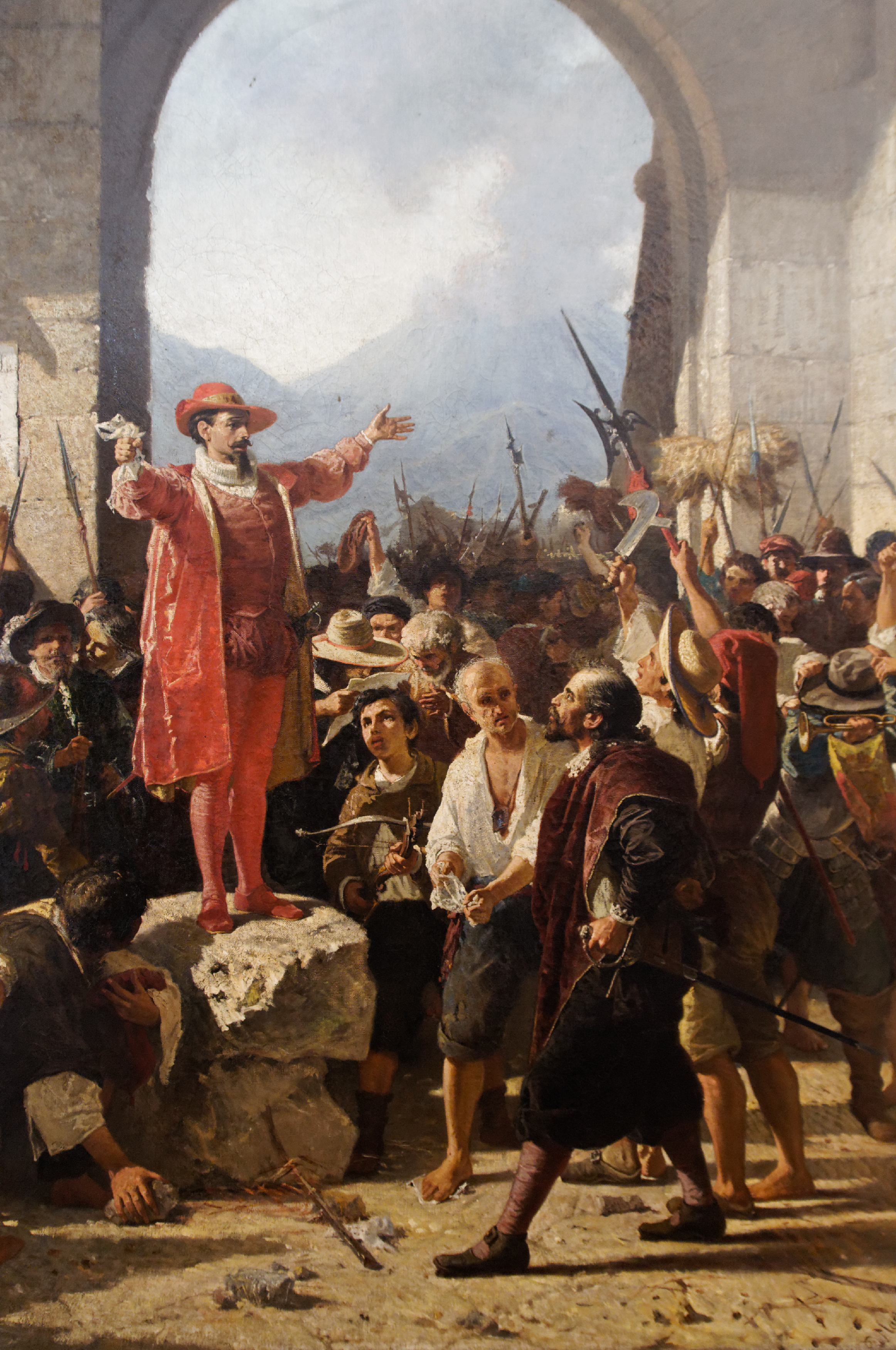
Cesare Mormile e la rivolta napoletana del 1547, Vincenzo Marinelli

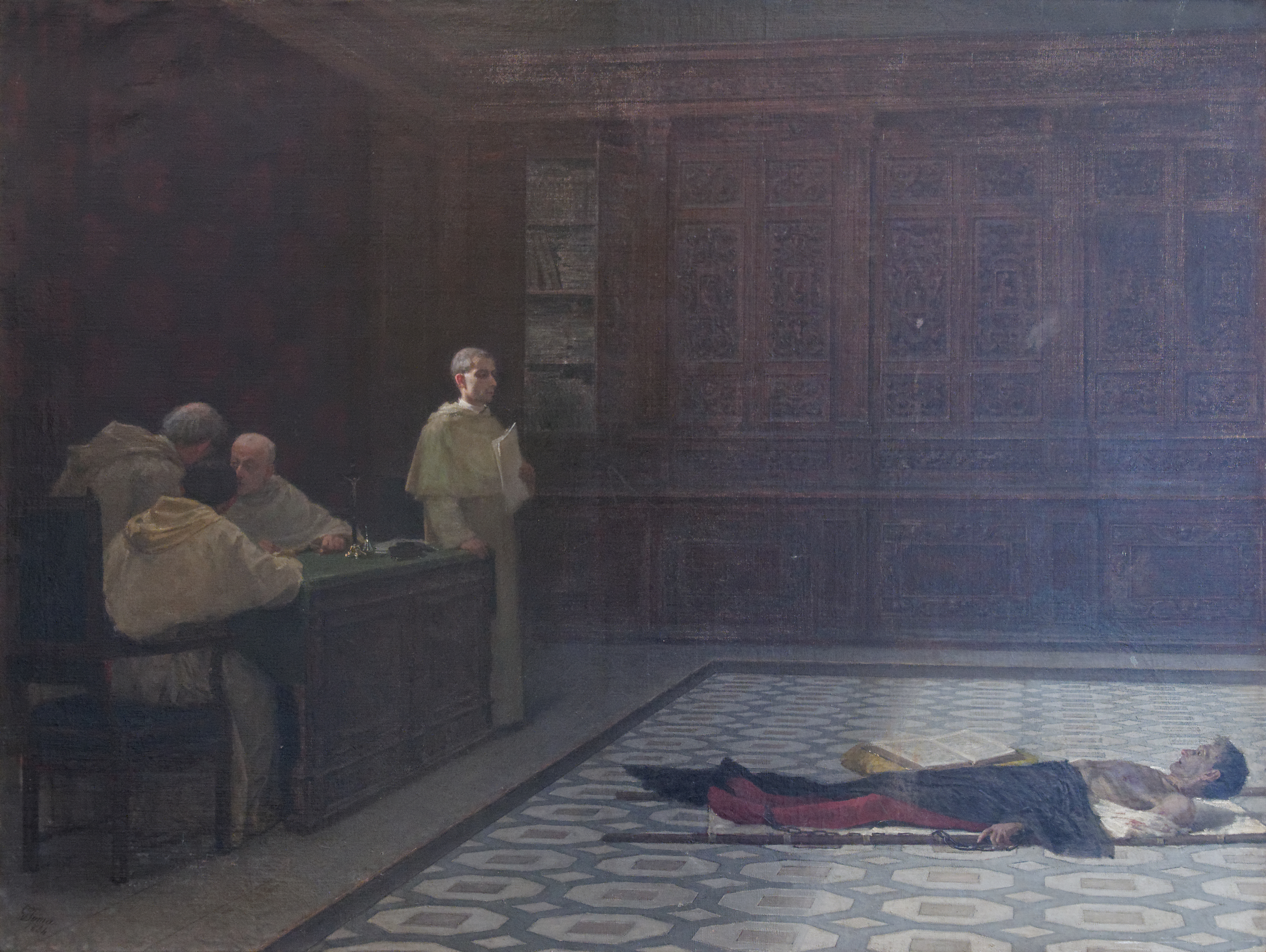
Un rigoroso esame del Sant'Uffizio, Gioacchino Toma

- Ingresso di Garibaldi a Napoli il 7 settembre 1860 (1860-1875)

Vincenzo Gemito
- Il Pescatorello (scultura in bronzo)

Francesco Jerace
- Victa (busto in marmo)
- Carlotta d'Asburgo a Miramare (busto in marmo)
- Guappetiello (scultura in gesso)
- Ritratto di donna (busto in terracotta)
- Giambattista Vico (busto in terracotta)
- Miriam (busto in marmo)

Antonio Mancini
- Ritratto della principessa Tina Pignatelli (1905-1917)

Francesco Mancini "Lord"
- Marina di Amalfi (acquerello - 1883)
- Scontro fra bersaglieri e fanti austriaci

Vincenzo Marinelli
- Cesare Mormile e la rivolta napoletana del 1547

Nicola Parisi
- Carlo Poerio condotto all'ergastolo

Giovanni Serritelli
- Inaugurazione dei bacini di carenaggio

Gioacchino Toma
- Un rigoroso esame del Sant'Uffizio (1864)

Carlo Vanvitelli
- Veduta della nuova strada della Riviera di Chiaia (disegno acquerellato - 1778 circa)